# Hippolyte-Marie de Rosnyvinen

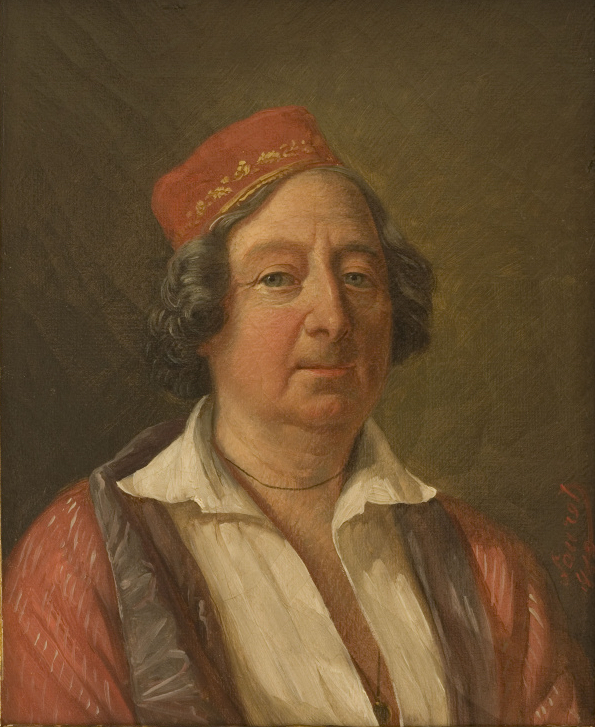

Hippolyte-Marie-Guillaume de Rosnyvinen, comte de Piré, genannt Hippolyte-Marie de Rosnyvinen (* 31. März 1778 in Rennes; † 20. Juli 1850 in Paris) war ein französischer General in der Kavallerie.

## Leben und Wirken
Rosnyvinen entstammte einem alten Adelsgeschlecht der Bretagne, er war der Sohn von Pierre-Marie de Rosnyvinen und dessen Ehefrau Hélène-Marie Éon.
Gleich seinem Vater entschloss sich Rosnyvinen zu einer militärischen Karriere und trat mit dreizehn Jahren in die Garde du corps du roi (→Maison militaire du roi) ein. Während der Revolution wechselte er zur Armée des émigrés, kämpfte unter Führung von Feldmarschall Friedrich August, Herzog von York und Albany bei Quiberon (23. Juni/21. Juli 1795) und nahm an der Niederschlagung der Aufstände in der Bretagne (→Chouannerie) und der Vendée teil. Schwer verwundet konnte er mit einigen Getreuen nach England entkommen.
1798 kehrte Rosnyvinen heimlich nach Frankreich zurück und wurde zum begeisterten Anhänger Napoleons. Als dieser am 10. Dezember 1799 zum Ersten Konsul ernannt wurde, unterstützte ihn u. a. Rosnyvinen. Als Napoleon am 8. März 1800 ein Husarenregiment aufstellte, trat zwölf Tage später Rosnyvinen dort ein und wurde mit Wirkung zum 20. Juni desselben Jahres zum Capitaine befördert. Als dieses Regiment 1801 wieder aufgelöst wurde, zog sich Rosnyvinen ins Privatleben zurück.
Am 24. November 1801 heiratete Rosnyvinen bei Rennes Marie-Pauline Hay des Nétunières und hatte mit ihr vier Kinder: Édouard-Marie (* 1802), Ernest (1804–1840), Alexandre-Élisabeth (1809–1885) und Victor-Marie (1815–1847).
Am 22. September 1805 holte ihn Napoleon zur Grande Armée zurück und Rosnyvinen kämpfte mit einem eigenen Kommando bei Austerlitz (2. Dezember 1805), Jena (14. Oktober 1806), Preußisch Eylau (7./8. Februar 1807) und Friedland (14. Juni 1807).
Nach weiteren Beförderungen nahm Rosnyvinen ab 1808 an den Napoleonischen Kriegen auf der Iberischen Halbinsel teil: u. a. zeichnete er sich vor Somosierra (30. November 1808) und La Coruña (16. Januar 1809) aus.
Im fünften Koalitionskrieg kämpfte Rosnyvinen vor Teugn-Hausen (19. April 1809), Eggmühl (22. April 1809) und Regensburg (19./23. April 1809). Bei letzteren Gefechten wurde er verwundet und konnte erst wieder anlässlich der Schlacht bei Raab (14. Juni 1809) zu seinem Kommando zurückkehren. Er nahm auch an der Schlacht bei Wagram (5./6. Juli 1809) teil.
Als 1812 Napoleon seinen Krieg gegen Russland plante, holte er Rosnyvinen in seinen Stab. Erneut befördert, kämpfte er bei Ostrowno (25./27. Juli 1812), in der Schlacht um Smolensk (17. August 1812) und an der Beresina (26./28. November 1812).
Auch in den Kämpfen bei Brienne (29. Januar 1814), Nangis (17. Februar 1814), Bar-sur-Aube (27. Februar 1814), Paris (30. März 1814) und in der Schlacht bei Rocquencourt zeichnete er sich aus.
Nach Napoleons Abdankung (→Abdikation) wandte er sich den Bourbonen zu.
Général de division Hippolyte-Marie de Rosnyvinen starb am 20. Juli 1850 in Paris und fand auf dem alten Friedhof von Piré-sur-Seiche seine letzte Ruhestätte.

## Ehrungen
- Februar 1807 Chevalier der Ehrenlegion
- 1819 Chevalier des Ordre royal et militaire de Saint-Louis
- 1834 Grand Officier der Ehrenlegion
- Baron de l’Émpire
- Sein Name findet sich am nördlichen Pfeiler (2. Spalte) des Triumphbogens am Place Charles-de-Gaulle (Paris)